# Takeshi Okazaki
Takeshi Okazaki  (岡崎武士?, Okazaki Takeshi), vero nome Takeaki Okazaki (岡崎武昭?, Okazaki Takeaki), (prefettura di Chiba, 29 agosto 1967) è un fumettista, illustratore e character designer giapponese.

## Biografia
Takeshi Okazaki inizia la propria carriera nel mondo del fumetto come assistente di Izumi Matsumoto durante la realizzazione di Capricciosa Orange Road (in Italia È quasi magia Johnny).
Il suo primo lavoro solista è la storia breve 5 fun de Mermaid ("Sirene in 5 minuti"), realizzata nel 1986 per la casa editrice Kadokawa Shoten. Nel 1988 Okazaki pubblica la sua prima opera ad episodi EXPLORER WOMAN RAY, a cui segue due anni dopo il suo capolavoro, la saga fantasy di Elementalors: elaborato inizialmente come un progetto molto ampio e complesso, l'autore sarà costretto ad abbandonarlo dopo quattro volumi nel 1995, una volta conclusa la sola prima parte della serie, per questioni di salute poiché soffre di gravi problemi respiratori. Elementalors non è stata una serie di grande successo, ma ha goduto dell'appoggio di un pubblico molto affezionato che l'ha reso in breve tempo un cult, anche per la presenza in vesti di assistenti del noto gruppo CLAMP e di Kazushi Hagiwara, al tempo giovani sconosciuti e in seguito diventati autentiche star del fumetto giapponese nel mondo. Elementalors ha vinto il premio d'eccellenza nella categoria "Miglior fumetto dell'anno" al Festival delle arti multimediali dell'Agenzia nazionale per gli affari culturali del 1997, insieme a L'Immortale di Hiroaki Samura e Monster di Naoki Urasawa.
Nel 1994 Okazaki dichiarò in un'intervista al mensile Newtype che, conclusa la prima serie di Elementalors, avrebbe abbandonato il mondo del fumetto, costretto dalla sua malattia ai polmoni: da allora l'artista ha molto dilazionato la sua produzione ed iniziato una nuova carriera di disegnatore pubblicando libri d'illustrazioni, e saltuariamente si occupa anche di cartoni animati. Nell'ottobre del 2007, però, sulla rivista mensile Young Magazine compare il primo capitolo della sua nuova serie dal titolo Let's☆Lagoon, e dallo stesso mese la casa editrice Kōdansha ha iniziato a ripubblicare Elementalors in una nuova edizione in tre volumi con un finale diverso; dalla seconda metà degli anni 2000 l'autore ricomincia quindi a lavorare in maniera più costante sui fumetti sia con la serie da rivista sia con diverse dōjinshi (fumetti amatoriali) che produce in occasione dei Comiket.

## Opere
In grassetto le opere arrivate in Italia. Le specifiche sono indicate fra parentesi "()", le note dopo il punto e virgola ";".

### Fumetti
- 1986 - 5 fun de Mermaid (5分でマーメイド?, 5 fun de Māmeido)
- ? - Active (アクティブ?, Akutibu)
- ? - Wagamaman (ワガママン?)
- 1988~1989 - EXPLORER WOMAN RAY (エクスプローラーウーマン・レイ?, Ekusupurōrā Ūman Rei)
- 1990~1995 - Elementalors (精霊使い?, Seireitsukai); nuova edizione nel 2007
- 1992 - Lyrical Karen-chan (リリカルかれんちゃん?, Ririkaru Karen-chan)
- 1993 - Koi (恋?) (raccolta di racconti); su testi di Nanase Ōkawa delle CLAMP
- 1994 - Countach (カウンタック?, Kauntakku)
- 2007~in corso - Let's☆Lagoon (レッツ☆ラグーン?, Rettsu☆Ragūn); pubblicato su Young Magazine
- 2007 - Katsuko otsukae shimasu! (かつ子お仕えします!?); one-shot pubblicato su TECH GIAN
  - 2010~in corso - Katsuko otsukae shimasu!; ripubblicato su Comic REX in una nuova versione riveduta e corretta per la serializzazione

#### Dōjinshi
Le dōjinshi sono pubblicazioni amatoriali a fumetti realizzate e prodotte interamente dall'autore senza casa editrice, estremamente comuni nelle fiere come il Comiket dove amatori e giovani autori presentano le loro creazioni autofinanziate; più raramente anche autori affermati si dedicano alle dōjinshi per realizzare brevi storie distinte dal resto della loro produzione ufficiale, come omaggi ad altri autori o storielle erotiche. A partire dal 2006 Okazaki ha regolarmente realizzato almeno una dōjinshi erotica per ogni edizione del Comiket.
- 29/12/1997 - 155 (155?); basato su Neon Genesis Evangelion
- 31/12/2006 - ARTERNA (ARTERNA?); basato su La malinconia di Haruhi Suzumiya
- 19/08/2007 - ANOMALY-0 (ANOMALY-0?); basato su La malinconia di Haruhi Suzumiya
- 19/08/2007 - ARTERNA 2 (ARTERNA 2?); basato su La malinconia di Haruhi Suzumiya
- 31/12/2007 - bliss (bliss?); basato su La malinconia di Haruhi Suzumiya
- 17/08/2008 - Claim (Claim -クライム-?); basato su Fate/stay night
- 30/12/2008 - One day -Toaru ichinichi- (One day -トアルイチニチ-?); basato su Toradora!
- 28/05/2009 - 155 "EVANGELION" limited edition (155 "EVANGELION" limited edition?); basato su Neon Genesis Evangelion
- 16/08/2009 - smile (smile?); basato su Toradora!
- 31/12/2009 - Bluebird (Bluebird -ブルーバード-?); basato su Neon Genesis Evangelion
- 15/08/2010 - Trapper (Trapper -トラッパー-?); basato su Ōkami-san to shichinin no nakamatachi della serie di light novel Ōkami-san
- 31/12/2010 - Alterna-SP (アルタナSP?); basato su La malinconia di Haruhi Suzumiya
- 14/08/2011 - RONDO (RONDO?); basato su Ano hana
- 31/12/2011 - RISE-sexualis (リセ セクスアリス?); basato su Persona 4
- 10/08/2013 - accident (accident?); basato su Danganronpa, Comiket 84
- 31/12/2013 - EXCLUDE (EXCLUDE?); basato su Kyōkai no kanata, Comiket 85
- 17/08/2014 - RISE-sexualis 2 (リセ セクスアリス 2?); basato su Persona 4, Comiket 86
- 30/12/2014 - Cast a (Cast a?); basato su THE IDOLM@STER, Comiket 87
- 16/08/2015 - B-side (B-side?); basato su THE IDOLM@STER, Comiket 88
- 31/12/2015 - Only (Only?); basato su Sound! Euphonium, Comiket 89

### Libri d'illustrazioni
- 10/03/1999 - EXIST (EXIST?); due edizioni: la prima special edition in un cofanetto con allegato un blocchetto per appunti, una raccolta di schizzi e due poster, e la seconda normal edition (denominata Popular Edition) con copertina diversa
- 12/12/2003 - void (void?)
- 27/07/2010 - RE BOOT (RE BOOT?)

### Cartoni animati
- 1989 - EXPLORER WOMAN RAY (エクスプローラーウーマン・レイ?, Ekusupurōrā Ūman Rei) (OAV); soggetto
- 1995 - Elementalors (精霊使い?, Seireitsukai) (film); sceneggiatura
- 1995~1996 - El Hazard: The Magnificent World (神秘の世界エルハザード?, Shinpi no sekai Eru Hazādo) (OAV); consulente al concept
- 2002 - Platonic Chain (プラトニックチェーン?, Puratonikku Chēn) (serie TV); character design

### Altro
- ? - Wares Bushi Dan (聖刻武士団?, Wāsu bushi dan); fanzine illustrata per la serie Wares
- 12/1999 - EXIST (EXIST?); raccolta di 24 cartoline raffiguranti alcune illustrazioni tratte dall'omonimo artbook
- 2004 - Illustrazione per il terzo volume di CLAMP no kiseki
- 2005~oggi - Ideazione di action figure di personaggi originali e non
- 2007~oggi - Illustrazioni per Dollshow
- 30/05/2008 - Illustrazione per la rivista Young GanGan
- 06/2008 - Illustrazione per la rivista TYPE-MOON Ace
- 2008 - Character design ed illustrazioni per l'MMORPG homage (homage-オマージュ-?)
- 19/06/2009 - Illustrazione per il poster della rivista Ultra Jump
- 2009 - Illustrazione per una serie di poster della Type-Moon[3]
- 2010 - Illustrazioni per il gioco di carte collezionabili Chaos
- 2011 - Illustrazione per la guida ufficiale di Neon Genesis Evangelion[4]
- 2012 - Illustrazione per la mostra Eshi 100-nin ten (絵師100人展? "Esposizione dei 100 illustratori") dedicata all'unione fra lo stile grafico dei manga e la tradizione ukiyo-e